# Милован Филиповић (композитор)
Милован Филиповић (Београд, 1952) српски је композитор.

## Биографија
Завршио је средњу музичку школу Мокрањац у Београду. Академски назив магистра из области композиције стекао је на Факултету музичке уметности у Београду. Био је запослен у РТС - Радио Београд, 43 године, као музички уредник, водитељ, новинар – критичар готово на свим програмима радија: Први програм, Драмски програм, Стереорама, Београд 202. Дао је печат многим забавним и културним емисијама, уређивао све програмске хоризонтале, идејно осмислио и реализовао на хиљаде шпица и џинглова, био главни музички уредник Београда 202, радио 15 година у Музичкој продукцији као музички продуцент за све жанрове музике – озбиљна, забавна, народна.
Композитор чији опус обухвата преко 100 дела међу којима је и опера ''БОЈ НА КОСОВУ''. Добитник неколико награда за композицију у земљи и иностранству. Једини добитник награде БРЕЗОВИЦА 98 испред Радио Београда и добитник годишње награде Р Т С за музику за 2000. годину, затим специјалног признања на међународном конкурсу, у конкуренцији 164 филма из 54 земље, за промо документарни филмЂАВОЉА ВАРОШ(идејно решење, музика, монтажа) 2009. године у продукцији РТС, добитник Естрадно музичке награде Србије. ПГП РТС је издао два ЦД са његовим делима а ТВ Београд је о Филиповићу снимила емисију Живот са музиком.

## Музички језик
Композитор чија дела плене искреним емоцијама и, само њему карактеристичним стилским изразом, Филиповић полази од уверења да је сваки елемент композиционе технике незаобилазан. Његов стваралачки приступ је само наизглед једноставан. Везе поларне удаљености, неочекивани тонални скокови и модулације, пандијатоника, битоналност, чести кластерски моменти у његовим делима приказују Филиповића као уметника коме су једнако важни: певност тематике, класична тоналност, једноставна метрика и ритам, али и политоналност, полиритмика, полиметрија, алеаторика, ритмичка графика, синтеза тона и шума... Филиповић чврсто верује да на овим просторима, поред толиких извора инспирације, нема смисла бавити се апстрактним, или стваралаштвом стране тематике. Отуда је он композитор изразито националног смера у смислу израза као и садржаја музике.

## Циклуси соло песама

### Србијо, песмо наша
- Устај Србље,
- Молим Бога и светог Јована,
- Крајинска Химна,
- Мој деда Солунац (за глас и клавир),
- Мој деда Солунац (за мешовити хор),
- Боже, чувај Србију (за глас и клавир),
- Боже, чувај Србију (за хор и оркестар),
- Болшое спосибо Русија,
- Ја сам био у Србији,

### Просте народне песме
- Сунце зађе за Невен за гору,
- Расле тикве на буњишту,
- Пиле моје,
- Два су цвета у бостану расла,
- Туго голема,
- Причалица,

### У Христу да сјединиме се
- Канон молбени са похвалом пресветој Владичици нашој Богородици, (за глас и клавир),
- Канон молбени са похвалом пресветој Владичици нашој Богородици, (за глас, клавир и мешовити хор),
- Акатист светом Сави,
- Стихови Часном крсту,
- Слово љубве (за глас и клавир),
- Слово љубве (за глас, клавир и мешовити хор),

## Сонате
- Фолк-рок - соната за клавир,
- Класично за Снежану - соната за клавир,
- Сеоска соната - за виолину и клавир,
- Соната за флауту и клавир,

### Српски кувар (кулинарска свита за виолину и клавир)
- Чалабрца,
- Карађорђева шницла (Девојачки сан),
- Клин чорба,
- Свадбарски купус,
- Дечја папица,
- Пекмез од шљива,
- Старинске ванилице,
- Проја са чварцима и сиром,
- Пихтије,
- Љутица,
- Урнебес салата,
- Пасуљ пребранац,
- Српска гибаница,
- Варица,
- Цицвара,
- Коло уштипака,
- Дуван чварци,
- Божићно прасе,
- Златиборска јагњетина,
- Во на ражњу,

## Гудачки квартети
- Гудачки квартет бр. 1, Академски,
- Шаргија - четвртстепена рапсодија за гудачки квартет,
- Да је Бах био Србин... - полифона рапсодија за гудачки квартет,
- Гуслање и шаргијање - гудачки квартет бр. 4,

## Симфонијска дела
- Терпсихора - балетска свита (верзија 2004.),
- Химна у Србина,
- Кумбара - ода једном топу,
- Легенда о земљи Српској,
- Балвани - омаж Милићу од Мачве,

### Негде у Србији - симфонијски триптих
- Симфонијско играње,
- Симфонијско певање,
- Симфонијско певање и играње,

### Кумановска 1912.
- Живи пролазе крај мртвих (Српској Хероини Милунки Савић),
- Вечита песма,

### Церска 1914.
- Церски марш,
- Шајкача - ода,

### Колубарска 1914.
- Ка Плавој Гробници и даље...
- Завет Српских ратника, (за хор и оркестар),

### Епска свита
- Старина Новак,
- Мали Радојица,
- Марко Краљевић,

- Ђавоља варош - природна фантазија,
- Срби су имали само хероје,
- Колоплети за оркестар,
- Београд - фантазија за тенор, клавир, хор, гудаче и удараљке,
- Рапсодија у црном (Милосрдни Анђео) - за мешовити хор и оркестар,
- Глад - Косовска трагедија,
- Свилен конац - српска симфорапсодична кореоваријациона поема,

## Концерти
- Концерт за виолину и оркестар бр. 1,
- Шумадијски трилер - концерт за виолину и оркестар бр. 2,
- Драгачевски урнебес - концерт за трубу и оркестар,
- Пети Рахмањинов по Српски - концерт за клавир и оркестар,

## Остала одабрана дела
- Тужбалица из Горског Вијенца - за женски хор,
- Србин на Дивљем западу - за виолину и клавир,
- Оги - свита дечјих играчака (за клавир),
- Негде у Србији (за клавир),
- Симфонијско играње (за два клавира)
- Химна у Србина (за клавир),
- Распеће Ђорђа Мартиновића (за клавир),
- Распеће Косова (за клавир),